# Schloss Rodaun

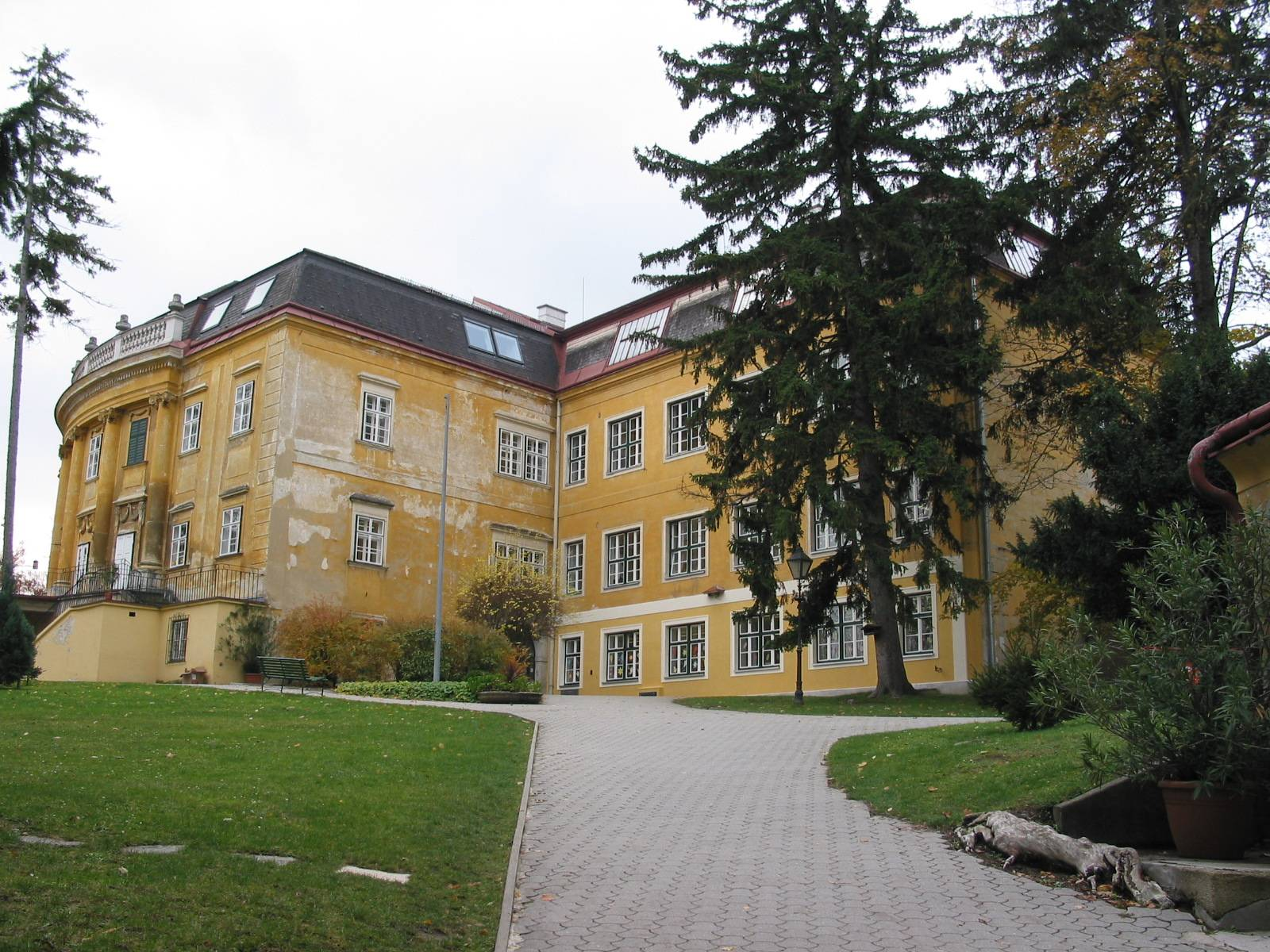
Schloss Rodaun

Das Schloss Rodaun ist ein Schloss im 23. Wiener Gemeindebezirk Liesing. Es beherbergt das Schulzentrum Schloss Rodaun der Katholischen Privatschulen Sta. Christiana.

## Lage und Architektur

### Hauptgebäude
Das dreigeschoßige Schloss befindet sich im Bezirksteil Rodaun an der Willergasse 53 bis 57. Sein unregelmäßiges Aussehen liegt darin begründet, dass vom Mittelalter bis ins 20. Jahrhundert hinein immer wieder Zubauten und andere bauliche Veränderungen am Gebäude erfolgten. Die für die heutige Gestalt des Schlosses maßgeblichen Bauarbeiten erfolgten im späten 16. und frühen 17. Jahrhundert sowie zu Beginn des 20. Jahrhunderts. Markant ist auch die frühklassizistische Gartenfassade, die wahrscheinlich aus dem Jahr 1776 stammt.
Der Architekt Robert Oerley entwarf vermutlich alle Erweiterungsbauten von 1907/1908 (im Norden) und von 1910/1911 (den Schulkapellentrakt im Süden). Im Schulkapellentrakt befinden sich unter anderem das ehemalige Refektorium und der ehemalige Schülerversammlungsraum, der später als Turnsaal genutzt wurde. In der Schulkapelle im dritten Geschoß steht ein nach einem Entwurf von Clemens Holzmeister geschaffener Altar mit einer Verkleidung aus Messing. Die Madonnenstatue seitlich des Altars ist ein Werk der Grödner Bildhauer. Der im nahen Ort Mauer lebende akademische Bildhauer Hugo Kirsch schuf 1928 für die Schulkapelle Kreuzwegstationen aus Keramik.
Die Kapelle zu den Heiligen Philippus und Jakobus hingegen wurde bereits Mitte des 18. Jahrhunderts errichtet und befindet sich in einem aus der Renaissancezeit stammenden und im Kern wahrscheinlich mittelalterlichen Flügel des Schlosses. Die Kapelle wurde von 1904 bis 1906 durch Robert Oerley erweitert und umgebaut. Hier befinden sich mehrere Leinwandbilder aus dem 17. Jahrhundert, eine vermutlich Anfang des 18. Jahrhunderts geschaffene Kopie der Schwarzen Madonna von Jasna Góra, ein Altar mit Retabel aus dem 18. Jahrhundert und weitere Ende des 19. Jahrhunderts entstandene Kunstwerke.

### Schlosspark

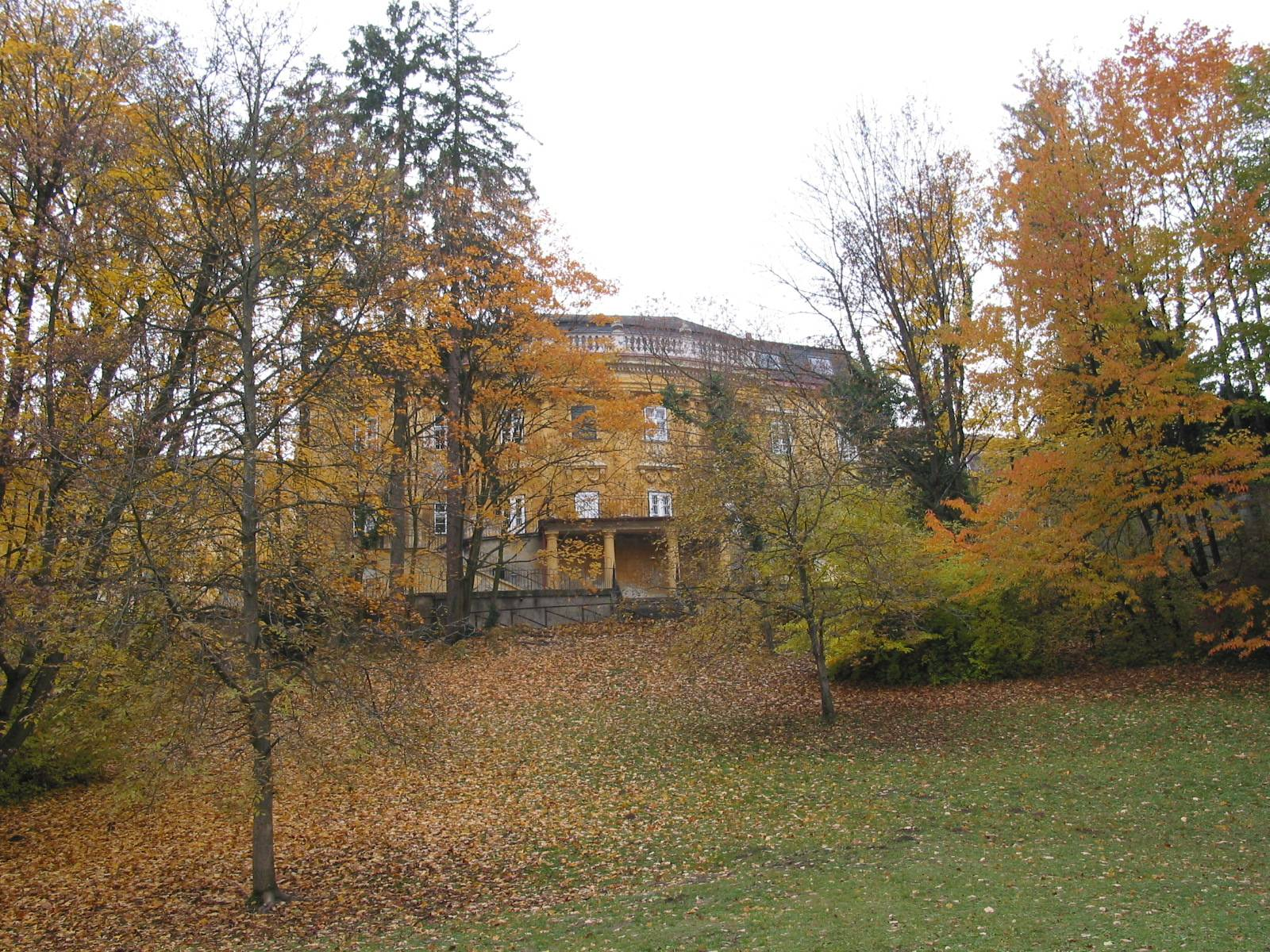
Schlosspark

Der weitläufige Schlosspark wird heute wie das Schloss selbst vom Schulzentrum genutzt. Die Baumalleen gehen auf die Barockzeit zurück. Bei der so genannten Maria-Theresien-Villa handelt es sich um ein eingeschoßiges Gartenhaus aus dem 17. Jahrhundert, das später mehrfach umgebaut wurde, zuletzt 1978/79. Das Torstöckl ist ein zweigeschoßiges Gebäude im Nordosten des Parks. Anfang des 20. Jahrhunderts erhielt die Gartenanlage eine große Lourdes-Grotte. An der tiefsten Stelle des Parks steht ein verfallenes ehemaliges Wirtschaftsgebäude aus dem 16. Jahrhundert.
Unweit des Schlosses Rodaun befinden sich die Bergkirche Rodaun und das Hofmannsthal-Schlössl, das ehemalige Wohnhaus des österreichischen Dichters Hugo von Hofmannsthal.

## Geschichte
Schloss Rodaun wurde am 2. März 1405 als „vest Radaun“ erstmals urkundlich erwähnt, jedoch hat das Gebäude vermutlich bereits im 12. Jahrhundert bestanden.
Bei der ersten Wiener Türkenbelagerung 1529 dürfte das Schloss auf Grund seiner erhöhten Lage weniger Schaden genommen haben als andere Schlösser in der Umgebung. Das Schloss Rodaun besitzt auch einen Luftschutzbunker, in dem sich früher die Schwestern geschützt haben. Neben den Orten Hernals, Inzersdorf und Vösendorf gehörte Schloss Rodaun im 16. Jahrhundert zu den Zentren des Protestantismus rund um Wien. 1580 wurde die evangelische Kirchenvisitation für das Viertel unter dem Wienerwald im Schloss abgehalten. Zur großen Grundherrschaft des Schlosses gehörte seit dem 16. Jahrhundert auch Siebenhirten. Nach den evangelischen Freiherren von Landau kam es zu einem häufigen Besitzerwechsel. Die letzten Besitzer in der bis 1848 dauernden grundherrschaftlichen Periode waren seit 1831 Mitglieder des Hauses Liechtenstein.
1898 wurde das Schloss von der Familie Mautner Markhof um 158.000 Gulden an den 1807 gegründeten römisch-katholischen Orden Sta. Christiana (Schwestern der heiligen Kindheit Jesu und Mariä) verkauft, der sich auf Erziehung und Krankenpflege spezialisiert hatte. Noch vor 1899 wurde ein großer mittelalterlicher Turm abgetragen, der sich in künstlichem Ruinenzustand befand. Der Orden eröffnete im Schloss ein Mädchenpensionat, dessen Schule seit 1902 das Öffentlichkeitsrecht besitzt. Im Nachbarort Kalksburg hatten die Jesuiten bereits seit 1856 mit dem Kollegium Kalksburg ein Knabeninternat betrieben. Im Zweiten Weltkrieg war im Schloss Rodaun eine Panzerkaserne untergebracht. Nach Kriegsende wurde der Schulbetrieb wieder aufgenommen. In den Jahren 1975 bis 1977 erfolgten Umbauten und eine Restaurierung.
Das Schulzentrum Schloss Rodaun umfasst heute eine Volksschule, eine Private Kooperative Mittelschule, eine Fachschule mit Aufbaulehrgang und ein Tagesinternat.